# William J. Worth
Pour les articles homonymes, voir Worth.
William Jenkins Worth (1er mars 1794 – 7 mai 1849) est un militaire de carrière de l'US Army qui s'illustra en tant que colonel lors de la seconde guerre séminole puis comme général lors de la guerre américano-mexicaine.